# To LOVEる -とらぶる-
『To LOVEる -とらぶる-』（とらぶる、略称：『TL』）は、矢吹健太朗（漫画）・長谷見沙貴（脚本）による漫画、およびそれを原作とするアニメである。本項では、本作品のスピンオフ作品、『To LOVEる -とらぶる- ダークネス』（とらぶる ダークネス、略称：『ダークネス』）についても説明する。

## 概要
男子高校生・結城梨斗を主人公とし、三角関係を軸に展開されたラブコメディである。『週刊少年ジャンプ』（集英社）において、2006年21・22号から2009年40号まで連載された。全162話で、単行本は全18巻である。
矢吹はこの作品について2016年に「最近はラブコメというよりなんか別物になりつつある漫画を描いている」と語った。ヒロインであるララや春菜はもちろん、登場する女性キャラクターのほとんどが、美女・美少女として描かれている点が特徴である。
メディアミックスも展開され、2008年4月から9月までテレビアニメ第1期が放送された。テレビアニメ放送終了後の2009年からは、単行本限定版同梱のOVAが発売された。連載終了後の2010年には『もっとTo LOVEる -とらぶる-』のタイトルで再度テレビアニメ化され、同年10月から12月まで放送された。
前作の『BLACK CAT』に似た設定が一部に見受けられる。物語は基本的に1～2話完結だが、『とらぶるクエスト』編は6話構成だった。

### 過激なお色気
少年誌の限界とも言える過激なお色気の描写（下着や裸体の描写）が多く、特に単行本では本誌掲載時の状態から修正が外され、より過激になっている。それ故、海外版単行本では現地出版社において再修正の上で発行されている場合が見られる（裏表紙に修正された旨記載されている。台湾東立出版社等）。
世界各国でも翻訳されて単行本が発売されているが、過激な描写が多いため、香港では購入に際して年齢制限が設けられ、台湾では現地で修正された上で発売されている。日本でも、『赤マルジャンプ』2007 WINTERの付録として「To LOVEる -とらぶる- ミニイラスト集」がついてきた際、イラスト集の最終ページに描かれたララと春菜の入浴シーンで、イラストの大部分が泡で隠されるという自主規制がなされた。
ジャンプSQ.編集部によるとダークネス単行本1巻から16巻までで登場した乳首の総数は1601個で、左乳首は797個、右乳首は804個であった。キャラ別では1位はモモの249個、2位はララの200個、3位はメアの141個で、リトは8個であった。

### スピンオフ
『ジャンプスクエア』（集英社）2010年11月号から2017年4月号まで、スピンオフ作品『To LOVEる -とらぶる- ダークネス』が連載。『TL』に引き続き、矢吹健太朗（漫画）、長谷見沙貴（脚本）が制作を担当する。また、季刊誌『ジャンプSQ.19』（集英社）2010年冬号から2014年8月発売のVol.15まで『To LOVEる -とらぶる- ダークネス 番外編』が連載された。
ただし「スピンオフ」と銘打っているものの、実質的には『TL』の正当な続編となっている。主人公はリトとモモの2人になっており、三角関係を主軸に据えた『TL』とはやや路線が異なり、「バトル路線」と「ハーレム路線」の2つを軸に据えた話が展開される。また、青年層も対象読者に含めているジャンプスクエアに移籍したために、女性キャラクターのお色気の描写は『TL』よりも過激になっている。2014年、福島県で9巻のみ青少年保護育成条例に基づく有害図書に指定された。
福島県条例による有害図書指定に伴い、Amazon.co.jpやHOBBY STOCKなどでは、18歳未満者への関連商品の販売を自粛する措置が行われている。
2012年10月から12月までTVアニメ第1期が、2015年7月から10月までTVアニメ第2期が放送された。
2017年3月時点で前作『To LOVEる -とらぶる-』と本作を合わせたシリーズ累計発行部数は1600万部を突破している。
2021年より、シリーズの15周年を記念した原画展「To LOVEる-とらぶる-15周年記念原画展」を全国で開催。2023年1月に「To LOVEる-とらぶる-15周年記念原画展 finale」の名称で東京ソラマチのスペース634でも開催されることを記念し、「To LOVEる -とらぶる- -美柑とマルル-」の読み切りが同年1月13日に「少年ジャンプ+」にて公開された。

## あらすじ
To LOVEる -とらぶる-
主人公の結城梨斗（以下「リト」と表記）は、恋愛に奥手な男子高校生。クラスメイトの女子高校生・西連寺春菜に恋しており、実は春菜とは両想いだが、その事実を互いに察知できなかった。
そんなリトの所へ、ララ・サタリン・デビルークと名乗る宇宙人の女の子がやってきた。ララはデビルーク星の王女で、婚約者候補との見合いが続く日々に嫌気が差し、デビルーク星から家出をしてきたという。ララを追っ手から守ったリトは、その後の勘違いからララの婚約者候補となってしまう。
ララとの出会いを境に、リトは連鎖的にトラブルに巻き込まれるようになる。やがて、リト、ララ、春菜の三角関係や金色の闇（以下「ヤミ」と表記）、ルン・エルシ・ジュエリア、古手川唯といった少女たちとの交流を軸に、リトの日常はよりエッチでドタバタな日々へと発展していく。
To LOVEる -とらぶる- ダークネス
物語は『TL』最終回の数日後から始まる。
ララが結城家の居候となってからリトの日常は大きく変化し、現在の結城家は従来の住人であるリト、結城美柑の兄妹に加え、ララやその妹であるナナ・アスタ・デビルーク、モモ・ベリア・デビルークも居候する状態となっていた。
姉のララ同様、リトに恋心を寄せるモモは『TL』最終回でリトが春菜に告白しようとする場面を目撃していた。その後、ララの言葉を聞いたモモは、自分やララ、春菜など、リトに思いを寄せる女子が全員幸せになる方法としてリトを中心とした美少女ハーレムを思いつき、その実現を目指して行動を開始する。
一方、リトの命を狙う刺客として登場した殺し屋・ヤミは、リトやララとの交流を経て地球で平穏な生活を送っていたが、ある日ララに1人の少女が話しかけてきた。その少女は黒咲芽亜と言い、芽亜のマスター・ネメシスと共に、ダークネスを発現させる「ダークネス計画」を目論んでいた。
こうしてモモが実現を目指す「ハーレム計画」と、ヤミをめぐる「ダークネス計画」の2つの計画を軸に物語が展開されていく。

## 登場人物
結城 梨斗（ゆうき りと）
声 - 渡辺明乃
ToLOVEる全編通しての主人公。同級生の春菜に憧れている恋に奥手な高校生。純情で優しい性格だが女の子に対して免疫が無く、ララがやってきてからはトラブルだらけの毎日を送っている。
ララ・サタリン・デビルーク
声 - 戸松遥
『TL』のメインヒロインの1人。銀河を治めるデビルーク星の第1王女。天真爛漫な美少女。
西連寺 春菜（さいれんじ はるな）
声 - 矢作紗友里
『TL』のメインヒロインの1人。リトが中学時代から想いを寄せている同級生。清楚で優しい美少女。
結城 美柑（ゆうき みかん）
声 - 花澤香菜
リトの妹で、生意気だが大人びた性格の小学生。仕事で多忙な両親に代わって家事もこなすしっかり者。
金色の闇（こんじきのやみ）/ ヤミ
声 - 福圓美里
『ダークネス』のメインヒロイン。全身を武器に変化させる“変身能力”を持つ伝説の殺し屋。
古手川 唯（こてがわ ゆい）
声 - 名塚佳織
リトのクラスメイトで風紀委員。真面目でツンデレ。
ナナ・アスタ・デビルーク
声 - 伊藤かな恵
デビルーク星の第2王女。モモと双子。動物と心を通わせる能力を持つ。
モモ・ベリア・デビルーク
声 - 豊崎愛生
『ダークネス』の主人公にして、メインヒロインの1人。デビルーク星の第3王女。ナナと双子。植物と心を通わせる能力を持つ。
黒咲 芽亜（くろさき めあ）
声 - 井口裕香
『ダークネス』に登場。彩南高校1年。ナナやモモのクラスメイト。しかし、その実体はヤミの妹で、変身能力を持つ暗殺者。

## 用語

### 宇宙関係
地球
この物語の舞台・彩南町が存在する惑星。デビルーク星人のザスティンに言わせると「発展途上」の惑星らしい。
文明レベルは現在の地球と同じだが、地球人に加えて多種多様な宇宙人が住んでおり、作中には地球人と宇宙人のハーフも登場する。当初は、宇宙人の存在は公には認められておらず、宇宙人の中には自分の正体を隠している者もいたが、現在ではルンや霧崎恭子のカミングアウトを契機として、異文化交流が盛んになっていくかもしれない傾向が見られるという。
彩南町（さいなんちょう）
本作の主な舞台の架空の町である。リトや春菜など、主要人物の多くが住んでいる。
矢吹が手がけた漫画版『迷い猫オーバーラン!』では、彩南町在住の人物が数名ゲストとして登場している。

デビルーク
戦乱の時代を制して宇宙を統一した巨大星間連合国家。ギド・ルシオン・デビルークが治める王制国家であり、ララ、ナナ、モモの三姉妹はこの星の王女である。
この星の出身者（デビルーク星人）は、基本的にヒト型、尾てい骨付近から悪魔のような尻尾が生えており、この尻尾を触られると敏感に反応する。身体能力は地球人を軽く凌駕している。限界以上に力を消耗すると、身体が小さくなるという現象が起こる。
アニメ第1期では、地球のじゃんけんに酷似したゲームが有るという独自設定が追加されている。ただし勝敗の決め手となるポーズを全身で表現するため、狭い場所では行えない。
メモルゼ
レン・エルシ・ジュエリア/ルン・エルシ・ジュエリアの出身である星。太陽が2つあり、陸地の大部分が砂漠に覆われている。こうした厳しい環境でも子孫を残し易くするため、この星の住人は男女が身体を共有するという進化を遂げた。
そのためメモルゼ星人は、容姿はデビルーク星人同様ヒト型だが、あるきっかけで男女が心身ともに入れ替わる「男女変換能力」を有している。なお、メモルゼ星人には三次成長期があり、この時期を迎えると男女の人格と肉体が分離し、それぞれ独立した個体になる。
レン/ルンの父、メモルゼ王が治める王政国家である。
オキワナ星
地球から200万光年離れた場所に存在する原始惑星。リゾート地のような南国ムードたっぷりの星。未開のため、原始的な生物が棲息している。また、貴重な薬草が自生している。
ソルゲム
デビルークと敵対関係にある宇宙マフィア組織。殺人、武器の製造および密輸など様々な悪事を働いている。『ダークネス』で、クロによって潰された。
惑星ミストア
地球から300万光年に位置する、危険指定「S」ランクの原始惑星。惑星全体が霧で覆われており、霧に含まれた電磁波が機械の動作に悪影響を及ぼす。危険な人喰い植物の襲撃があるが、植物の万能薬・ラックベリーの実が採れるのは宇宙でもここだけである。
惑星キルド
かつてタルハ銀河にあった暗殺組織のアジトの星。数年前ダークネスの「惑星断刀（プラネットスライサー）」によって真っ二つに斬られた。
エデン
銀河大戦の末期、ヤミ、芽亜を創り出した組織。真っ当な機関を装っていた彼らの狙いはヤミを最強の変身兵器として仕立て上げ、数百年続く銀河大戦の渦中にあった宇宙で、新たなビジネスを立ち上げることだった。。ヤミを「人」として育てようとしたティアーユを邪魔な存在として抹殺しようとした。ティアーユを追放した後、科学者たちは研究を重ね、究極の変身ダークネスシステムとして"闇（ダークネス）"を幼いヤミの意識に刷り込んだ。
ヤミ、芽亜を創り出す以前に、ダークマターをベースにした疑似生命兵器を創ろうとしており、ネメシス計画（プロジェクト）の名のもとダークマターを素材とした変身兵器の開発を進めていた科学者だったが、カプセルの中に誕生していた微かな思念体、ネメシスという存在に気付かずに「失敗だ」「またダメか」と判断してネメシス計画を凍結した。その科学者の中に、『BLACK CAT』のカンザキコウスケが登場している。
戦後の混乱の中で、殺し屋クロによって壊滅させられた。

### 学校
彩南高校（さいなんこうこう）
リトなど主要人物が通う高校。地球人の生徒に加え、ララをはじめとして宇宙人の生徒が複数名在籍している。また教師の中にも宇宙人がいる。
転入前のララやヤミといった部外者が簡単に校内に侵入しており、学校のセキュリティ管理は緩いことが窺える。
1年A組
リトや春菜が『TL』第48話（進級前）まで在籍していたクラス。担任は骨川。
後にララ、レン/ルンが転入する。
1年B組
『TL』第48話（進級前）まで唯が在籍していたクラス。
『ダークネス』では（順番的に）芽亜、ナナ、モモ、ヤミ、ネメシスが転入する。
担任は小川。『ダークネス』第30話からティアーユが担任になる。
2年A組
『TL』第49話で進級したリトが在籍するクラス。リト、ララ、春菜といったメンバーに加え、クラスメイトとして唯が加わる。
後に村雨静が転入する。また、レン/ルンは当初違うクラスだったが、『TL』第109話から同じクラスになった。
担任は骨川。『ダークネス』第30話までティアーユが副担任に就任する。

彩南第一小学校（さいなんだいいちしょうがっこう）
美柑が通う小学校。
私立真堂女子高等学校（しりつまどうじょしこうとうがっこう）
女子高生アイドル・霧崎恭子が通う女子高校。

### 変身能力
変身能力（トランスのうりょく）
体内のナノマシンによって、自分の身体のあらゆる器官を、自在に変形させられる能力。
身体のみならず、身に付けている服なども変化させられる。ただし短期間に頻繁に使用すると、使用者の身体に負荷が蓄積し、使用者が危機的な状態に陥る。
無制限の変身能力は対人の域を超え、対惑星兵器と呼ぶべきモノとなる。
変身兵器（トランスへいき）
変身能力を有した人工生命体の総称。作中ではヤミ、芽亜、ネメシスが該当する。
プロジェクト・イヴ
かつて、組織"エデン"が推進していた「変身兵器開発計画」。
ティアーユ・ルナティークの細胞を基にしてヤミを生み出した。その後、ヤミの開発データを基に芽亜が生まれる。その関係から、ヤミは「第1世代」、芽亜は「第2世代」の変身兵器と位置づけられている。
プロジェクト・ネメシス
“プロジェクト・イヴ”と平行して進められた全く別の「変身兵器開発計画」。ダークマターをベースにした疑似生命兵器ネメシスを創り出した。
計画は凍結し失敗したとなっていたが、実は成功していた。
闇（ダークネス）
ヤミの中にある禁断の変身（トランス）であり、変身の暴走、言わばリミッター解放状態である。解放の手順を間違えれば、ネメシスすら飲み込むほどの危うい力とのこと。
発動条件は、ヤミが「心の平穏」を心から受け入れること。平和が鍵であり、銀河大戦が終結し平和へと向かい始めた宇宙に対して仕掛けられた時限爆弾。精神への過大な負荷（ストレス）はダークネスをより強く発現させる。

### 病気
コロット風邪
微熱に伴う風邪。この風邪の罹患者は、性格が従来とは正反対になる。
アニメ第1期では性格が次々と変わるという、原作漫画よりも複雑な性格変化が起こった。なお御門先生によれば、地球人は罹患しないという。
カレカレ病
セリーヌの種に特有の植物の病気であり、放置すると数日で枯死に至る。
モモによれば、惑星ミストアにあるラックベリーの実が有効である。
突発性ハレンチ症候群
リトがよく女の子にずっこけてラッキースケベを起こす現象を病気と考え、御門が付けた仮称。
ハレンチスパイラル
リトの生来の誠実な性格のため、常に性的衝動に流されずに理性を保ち続けた結果、リトの内なる性衝動（リビドー）はグツグツと煮込まれ、肉体がリトの意志とは無関係に女子の身体に反応するようになってしまった。それが転倒時に発動、ありえない体勢を誘発し、その度にリトは反省し性衝動を抑え込む、そして次はもっとありえない体勢になるインフレーションが起きるという現象。

### 医療器具
摩擦軽減シューズ
摩擦を極限まで軽減するシステムを内蔵して転倒を防ぐシューズ。本来ならこけようとしてもこけられないはず。
反重力サポーター
本来多方面への反重力を発生させ、手の動きをサポートする医療器具。プログラムをいじることで、生体を触ろうとすると磁石のように反発する。

### 宇宙動物
イロガーマ
巨大なガマガエル。都合よく服の布繊維だけを溶かす液を吐き出す能力を持つ。その粘液は着衣消滅ガスの原材料として使用される他、調合すれば薬品としても使える。

（モドリスカンクの）モドリン
ルンが銀河通販で購入した宇宙珍獣。お尻から吹き出す特殊なガスで、生物を若返らせることができる。
モシャ・クラゲ
ドッペル星系に棲息する希少生物。触手で人間に触れると、その人や記憶の中にある人物に擬態できる。しかし繊細な生態の持ち主で、地球では環境が合わない故に擬態能力も正常に働かなくなる。
（ギガ・イノシシの）ギーちゃん
声 - 星野健一
危険指定種に認定されている、シシナベ星に棲息する巨大イノシシ。ナナと友達で、デダイヤルで呼ぶと駆けつけてくれる。突進力がすさまじく、力尽くでの制止は難しい。
ジロ・スネーク
コブラの形をした巨大な蛇。ナナの友達で、ガマたんが暴れている場所に呼び出された。イロガーマの天敵。
クリムゾン・タートル
正月スゴロクの優勝賞品としてナナに呼び出された巨大リクガメ。その巨体と姿はガメラと似ている。
（キューオクトパスの）オクちゃん
声 - 寺本來可（ダークネス以前）→本渡楓（ダークネス以降）
ハッチ星に棲息する、陸上生活型のタコ。鳴き声は「チュミミーン」。
（ミネラルンの）ヌップルちゃん
声 - 宮坂俊蔵
アクアン星系に棲む原始生物で、種そのものが激レア。近づく生き物をいじり倒して遊ぶのが特徴。御門の元へ診察に来たある宇宙人のペットとして飼われていたが脱走し、プールで暴れているところを発見された。
マリモッタ
声 - 洲崎綾
全身がマリモで球状の身体をした小動物。ナナの友達で芽亜とも仲が良く、鼻が利く。鳴き声は「モキュー」。
ドラ助
声 - 林大地
ナナの友達で、電脳サファリで暮らしているドラゴン。大きな口と牙で得物を捕らえる肉食生物。
メダQ
声 - 持月玲依
テンタク星に棲んでいたニュルニュルした生物。ナナの友達で、鳴き声は「ワムゥー」。甘い物が好き過ぎて、食べるとあたり構わずからみつく。
クラウドン
ナナの友達で、雲。体から雷を発生させて敵を攻撃する。鳴き声は「ポワー」。
ミケラ
猫のような小型の宇宙生物。鳴き声は「にゅーん」。セフィがナナにプレゼントした。
（オロロンイカの）ゲソルスキー
ナナの友達の巨大なイカ。鳴き声は「オロロローン」。

### 宇宙植物
セリーヌ

ホレ草
ホレ星の薬草。催淫効果を持ち、摂取した者は一定時間、興奮状態になってしまう。バレンタインの前日、御門がララにチョコの作り方を聞かれた際、リトにあげると誤解した ために、ほんの悪戯心からチョコにホレ草を入れるように教えた。
シバリ杉
オキワナ星に棲む、意思を持った植物。根の部分を触手のように自由自在に操り、人間を縛り上げたり、吊るし上げたりできる。モモがオキワナ星に訪れて以来の友達。
（ウリ星の）食用スイカ
声 - 宮原弘和
味にプライドを持っている巨大スイカ。本来は食用なので本来はおとなしいが、プライドをキズつけられると怒り、人を襲うようになる。
デビルークハーブ
デビルーク星のハーブ。飲料の材料として用いられるが、地球人が摂取するとしばらくの間、酩酊状態になる。
パワダの花
惑星ミストアに生育する、毒性を持つ花。近づく者に花粉を吹きかけ、触手のような蔓で襲いかかる。花粉の成分には、吸い込むと一時的に体力を消耗させる効果がある。
ラックベリー
タコのような根で地上を走る果樹。その実は「カレカレ病」をはじめ、さまざまな病に効果をもたらす万能薬である。
アドレナの花
匂いを嗅いだ者は、アドレナリン全開の興奮状態になる。
ケンジャの花
沈静効能を持つ花。一仕事終えた感じの虚脱感に向かう。
アメフラワー
まるでゲリラ豪雨のように、大量の水を撒き散らす大輪の花。
惑星ゼラスの黒バラ
トゲに強力な毒を持つ黒いバラ。毒の効果は絶大で、例えかすり傷程度でも、触れた者は全身が麻痺して動けなくなってしまう。
キャノンフラワー
ジュダ星の鳳仙花の一種。拳大の種子を砲弾のように発射する危険指定種。
ダヅールの種
ピンチのとき地面にたたきつけると衝撃で急速に発芽して、相手の身体に絡みついて動きを止める。
虹色のバラ
花びらが七色に変化する、観賞用の綺麗なバラ。
ジキドの花
香りを嗅いだ人の性格を別人のように変えてしまう危険な花。
ミルケアの花
分泌する蜜には美肌だけでなく、肌に深く浸透し、疲れを癒す成分が含まれている。
チュッチュ草
クチビルにも似た花びらで近付いた生き物に吸い付き、分泌される体液を養分にする宇宙7大猥褻植物の1つ。
フィリングスの花
ピンク色の花びらの綺麗な花。花を咲かせるまでに枯れる場合が多いため、希少種とされている。セフィが希少植物センターで買ってきて、モモにプレゼントした。花言葉は「犠牲と思いやり、そして笑顔」。
ホレダンの花
この花から出る花粉は、女性が吸い込むと、目にした男性に猛烈に惚れ込んでしまう効果がある。
しかし、既にその目にした男性に恋心を抱いている女性が吸い込んでも効果はない。
ニャンニャン草
花の部分が猫の形をしており、触ると睡眠ガスを出す。

### 銀河通販アイテム
痴漢撃退爆弾（ちかんげきたいばくだん）
痴漢をやっつける小型爆弾。安全ピンを抜くと点火して爆発する。使い方は手榴弾とほぼ同じ。
ワルクナール・S
性格をドSに変える噴射スプレー。1回限りの使い切りで、効果は一時的。
着衣消滅ガス（ちゃくいしょうめつガス）
衣服を一瞬にして溶かしてしまう不思議なガス。イロガーマの服を溶かす粘液が原材料。
撮レビアン（トレビアン）
声 - 村田太志
「これを使えばどんな素人もプロカメラマンに早変わり!!」が売り文句のグラビアカメラ。ヘッドセットを頭に付けることで、カメラが持ち主と同調する。ただし同調中に激しく興奮するとカメラが発熱し、爆発することがある。
ラヴMAXグレード
極めて効果の高い媚薬作用のある香水。嗅げばあっという間に目の前の相手に欲情する。特に地球人には強く効きすぎてしまう。

### その他
『英雄学園』
リトの父・結城才培が連載している少年漫画。美柑のクラスの担任教師・新田晴子はこの漫画のファン。
この他にも、能力バトル漫画『ゼロアーム』、ラブコメ漫画『池袋ロード』、『風来の刃』などの作品があり、デビュー作は『白猫王国記』。
作者の同作『あやかしトライアングル』では、『スイッチON陽師!』も連載しており、主人公・風巻祭里とクラスメイトの月丘ルーシーはこの漫画のファン。
『爆熱少女 マジカルキョーコ 炎-フレイム-』
子供向けの特撮テレビ番組。女子高生アイドル・霧崎恭子が主役のマジカルキョーコを演じている。
世界にストレスを振りまく謎の秘密結社ウザース。その前に立ちはだかる、1人の勇敢なる少女マジカルキョーコとの戦いを描く番組。
ララはこの番組のファンで、作中でもたびたび視聴している。
物質デジタル化伝送デバイス
ゲームの仮想世界に物質を送り込む時に使用する装置。
モモが充電器と間違えて出し、ペケの充電に使おうとしたリトの体をデジタル化させ、ペケの中に送り込んでしまった。
ブラディクス
声 - 村田太志
血をエネルギー源とし、取り憑いた人間を死ぬまで戦わせる魔剣。
銀河大戦の渦中において数多の戦場で血を吸い続けた呪われし剣と言われているが、実際は呪いの剣ではなく、2000年くらい前にどこかの銀河で造られた寄生型知的金属生命体である。
九条凛の身体を乗っ取り所有物として支配するが、リトと芽亜（「変身融合」しているネメシス）に引き剥がされ、ヤミによって倒された。
医療ロボット
声 - 柳田淳一
御門が地球に来る以前に助手代わりに使っていた。試しに買ったものの中古品だったためか誤作動が多く、ほとんど役に立たなかった。
御門診療所の地下に布を被せた状態で置かれていたが、ティアーユがうっかりコケてスイッチを入れてしまい、ティアーユ、リコ、ヤミの服を破いたため、ヤミに一刀両断された。
巨人化ガス
大戦中にある王国が開発したガス。このガスを吸った生物の大きさを一時的に数10倍に巨大化させる。これによって生まれた巨人兵士軍団は、デビルークによって鎮圧されるまで、3年に渡って銀河に驚異を及ぼした。
「暇潰し」としてある密輸組織を壊滅させたネメシスがリトに対して使用するが、地球人との体質が合わなかったため、リトは肉体、精神共に若返って赤ちゃんになってしまった。
ダークマター
宇宙ではどこにでも存在するエネルギー物質。グルマン星では凝縮し調味料として使われるほどありふれた存在。ネメシスの身体の素にもなっている。
ハーディス
クロの"黒い装飾銃"。宇宙一硬い金属の"オリハルコン"で作られた攻防一体の武器。クロの精神エネルギーを吸収し多彩な弾丸を精製する。
装飾銃は『BLACK CAT』のトレイン＝ハートネットのハーディスと似ているが、細部が異なる。

## ララの発明品
作中でララが発明した機械。発明品の名称は、一部を除き「擬態語もしくは擬音語の繰り返し+機能に関連する英語+くん」で統一されている。
意図した機能を発揮することを前提に作られているのだが、計算通りの機能を果たしたとしてもララのこだわりから、効果が強力すぎたり、服が脱げたりするといった欠点を抱えている品が多く、作中でトラブルを引き起こす原因になることもしばしば。リトからは「どこか抜けてるけど何かすごい」と評されている。

### 漫画で登場した発明品
ペケ

簡易ペケバッジ
ペケの機能を簡略化したバッジ。データをインストールした衣服を着用することができる。
女子用と男子用のバッジがあり、女子用のバッジをつけるとヘソ出し・ミニスカートの制服を着ることができる。男子用のバッジをつけると、バッジを着けた男子が女子用のバッジをつけた女子にくっつく。
『TL』152話では、ララがペケの代用に簡易ペケバッジを使用した。他、ダークネスとの戦いの際、似たような機能を持つ「衣装変換コア」の予備をナナとモモが使用している。

デダイヤル
ララが発明品などを出し入れする際に使う携帯電話型の機械。電話としての機能も有している。
ナナとモモもララが作ったデダイヤルを所持しており、ナナは動物、モモは植物を呼び出す際に使用している。
ぴょんぴょんワープくん
生体単位での短距離ワープを可能とする機械。だが行き先は指定できず、加えて身に着けている衣服をワープさせることはできない。1度使うと充電に1日かかる。
後に改良され、行き先は指定できるようになった。しかし衣服がワープできない点は改良されていない。
『ダークネス』では着衣を含めたワープが可能な改良版が登場したが、実際には靴下やストッキングしか対象にならなかった。
ぴょんぴょんワープくんDX
さらに改良を施したぴょんぴょんワープくん。ワープ距離の延長に加え、衣服もワープできるようになった。ただし据え置き型であるため、機械は出発地点に置き去りになるため、往復には使えない。また、沖縄県をオキワナ星に間違えるという欠陥もある。

ごーごーバキュームくん
何でも吸い込めるタコ型のバキューム。2号も存在するが、どのような違いがあるかは不明。
ごーごーバキュームくんA（-あんこう）
声 - 村田太志
あんこうの形をした掃除機。自動センサーでゴミだけを選んで吸い取ることが可能。MBH（マイクロブラックホール）を動力源にしている。
万能工具（ばんのうツール）
普通の物体を即席で改造できる工具。バーナーや武器として使用することも可能。『ダークネス』ではダークネスとの戦いの際に壊れてしまったが、後に修理された。
ぶんぶんバットくん（万能工具+バット）
ララが万能工具で改造したバット。噴射口が3箇所取り付けられており、振ると同時に噴射することで強大な力を発揮できる。ただし噴射の威力が強力すぎるあまり、使用したリトは空の彼方に飛ばされてしまい、ザスティンと激突した。
万能工具+椅子
ララが万能工具で改造した椅子。机仕事のスピードが早くなるが、使用者の精根が尽き果ててしまう。
万能工具+銃
万能工具で改造された沙姫の銃。別荘を粉々に破壊できるほどの威力を有する。
万能工具+スケート靴
ララが、よりスピードを出そうとして改造したスケート靴。回転の結果、暴発する。
万能工具+リトの携帯電話
リトが誤って携帯を壊してしまった際、ララが修理と同時に改造した携帯電話。この電話を通して喋ると相手を心地よくさせる魅惑（チャーム）ボイスに変換されて聞こえてしまい、通話相手を会話もできないほどにメロメロにしてしまう。
マルル（万能工具+防犯ブザー）
美柑に防犯ブザーの修理を頼まれたララが完成させた防犯ロボ。ペケの妹にあたるため、ペケのことは「お兄様」と呼ぶ。TL粒子で衣服を支配して操るコスジャック機能で相手の衣服を触手のように操って拘束する他、ドレスフォームにも変身できる。

くんくんトレースくん
犬の形状をした機械。特定の人を探したいとき、対象の匂いを嗅がせることでその人物を見つけることができる。喋ることができ、語尾に「ダス」をつける。
その後、くんくんトレースくん改（声 - 樋口智透）となり、語尾は「ワン」になった。
じゃーじゃーワープくん
水洗式便器のような外見の機械。対象を惑星外へ追放できる。
ざぶざぶウェーブくん
カメ型の機械。水中に設置することで強力な渦を作り出す。
ぱくぱくイーターくん
ララが台風を止めようとして使った恐竜型の機械。雲を全て食べさせようとしたが、風に飛ばされてしまった。
でるでるビジョンくん
肝試しの際にララが使った機械。幽霊を立体映像で出現させた。
らくらくランナーくん
踵にブースターを装着した靴。高速で走ることができるが、自分の意思で止めることはできない。
べとべとランチャーくん
ララがヤミを捕まえるために使ったバズーカ。トリモチを出して相手の動きを封じる。
とるとるハンドくん
ララがヤミを捕まえるために使ったマジックハンド。
くるくるロープくん
ララがヤミを捕まえるために使ったロープ。ヤミを捕まえようとして切られるが、『ダークネス』では2号が登場しており、ペケによれば自動で何でも縛り上げ、荷造りには便利なアイテムらしい。
まるまるチェンジくん
お互いの心身を入れ替える機械。ただし身体能力は元の身体の持ち主に準じる。
『ダークネス』では小型化された「-改」のβ版が登場したが、タイマー式になっており任意での解除ができない仕様になっている。
ばいばいメモリーくん
記憶を消去することができる機械。作中ではララが、リトたちの記憶からララに関する記憶を消そうとして使用した。
漫画ではリトや春菜をはじめとして主要人物には全く効力を発揮しなかったが、ザスティンには効力を発揮し、一時自分の名前を忘れてしまった。
アニメ第1期最終回でもリトや春菜には全く効かなかった。ただしララが転校生扱いされていたため教師には効いた模様。
すいすいイルカくん
ララがイルカをモデルに作った機械。粗暴な性格で、海の上を暴走する。
すいすいボードくん
ビート板のような形をした機械。物凄いスピードで進むことができる。
こんこんスノーくん
キツネの形をした降雪機。日本に季節外れの大雪をもたらした。
ひろびろバスルームくん
風呂のドアに装着すれば、一般的な風呂場を、大浴場にできる機械。
ぱいぱいロケットくん
ロケットの形状をした機械。この機械が命中した相手のホルモンバランスを調整して、理想の胸に変身させる。ララは男性には効果が出ないように作っていたが、作中ではリトに命中した際、暴発してリトを女性化させてしまった。
OVAでは、命中から一定時間が経過すると、機械が暴走して胸の大きさを変化させる仕様となっている。
解除ミサイル
ぱいぱいロケットくんによって女性化したリトを元に戻すため、ララが作ったミサイル。
OVAでは解除弾という名前になっている。

ころころダンジョくん
一定時間、性別を逆転させる光線銃。制限時間が近づくにつれて徐々に体が痒みが発生して、最後には煙が発生し、効果が切れる。
作中では主にリトを女性化させ、リコに変身する際に使用されている。
すけすけゴーグルくん
物体を透かして見えるようにするゴーグル。ダイヤルを回すことで透過の度合いを変更することも可能。外すにはコツがいる。
ララは発明品のメンテナンスをする際、機械の内部構造を見るために使用している。
ぱんぱん花火くん
爆弾型の機械。
携帯型花火
「パンパン花火くん」と似ているが、より初期に登場した。

うまパカくん
里紗のために作った馬型の機械。しがみつくだけでダイエットができる。
パタパタハイタツくん
郵便屋の格好をしたハトの形をした機械。対象の肩を掴み、当人の意思を無視して強制的にどこかへ移動させる。
ピタピタくっつくん
任意の相手とくっつくことができるU字型磁石の形をした機械。任意での解除ができないが、ある程度時間が立つと元に戻る。
モモはメカの解析を試みるも結局仕組みがわからず、それ以降はモモの元で保管されているが、『ダークネス』ではセリーヌが持ち出してしまったことで、リトとヤミの手がくっついてしまった。
視覚等遮断ヘルメット
被ることによって、視覚・匂いなどが遮断される。リトとララがくっついてしまった時に使用した。
携帯マッサージ機
タッチパネル操作で簡単にマッサージができる。ララが腰痛のひどい担任の骨川のために発明した。その後、この発明品を使用した骨川は見事に腰痛が回復した。
ぱいぱいアップくん
煙を浴びた者の胸を理想の胸に変身させられる。ララが胸のことを気にするナナのために発明したが、試作品だったために効き目が安定せず、ナナの胸が大きくなったのに対してモモの胸が縮むが、すぐ元に戻った。
みるみるショーツくん
人をパンツに擬態させてしまう発明品。
反重力ウイングシステム
どんな衣装にも手軽に組み込める小型チップ。空を飛ぶ際に使用され、翼は悪魔を思わせる概観をしている。

アニマルちぇんじくん
自由に動物に変身できる発明品。この発明品で春菜は猫、リトはハムスターに変身した。
いないいないフープくん
これをくぐると人に見つからない場所を検索してワープする。服まで完全にワープできないのが欠点。
かちこちカッチンくん
使い方はスプレーと同じで、物体を固める効果がある。
つるつるスリップくん
地面に叩きつけると、地面を凍らせて敵をスリップさせることが可能。
あわあわソープくん
象の形をしており、鼻から身体を洗うのに最適な細かい泡を出してくれる。
スポンジケーキを作る機械
計量器の形をしており、乗せたものを自動的にスポンジケーキに変換させる。しかし試作品だったため、乗せたものをボディスポンジに変換させる失敗作になった。
さくさくアーミーくん
網を持ったトンボのような30 cmぐらいの発明品メカ。迷彩カラー。
電脳温泉システム
家の風呂と電脳空間をつなげて、四季折々の色んな景色が楽しめる機械。
にゃんにゃんコピーくん
猫の形状をした機械。この機械が放つ特殊な静電気を浴びるとその物体は2つに増えるが、尻尾を強く握ればコピー効果はリセットされる。
コピー機能の他に目覚ましモードや音楽再生モード、休眠モード等も搭載されているらしい。

### ドラマCDオリジナルの発明品
ほえほえクジラくん
沙姫が起こした渦潮に巻き込まれそうになった際に使った機械。しかし誤って周囲の人々を飲み込んでしまった。
ぶぎうぎダンスくん
魔球を投げる特訓に使うような外見の機械。色々なダンスの特訓ができるが、最終的には暴走し、空を飛ぶ結果となる。

### アニメオリジナルの発明品
全てアニメ第1期に登場した。
でるでるミズゾーくん
ゾウ型の機械。鼻の先から水を出せる。
ひえひえコンテナくん
食材を運ぶためのクーラーボックス。空間歪曲システムにより、コンテナの外見のサイズよりも大きな食材でも収納可能である。
ばうばうドギーくん
ララに不審な人物が近づくことをザスティンが警戒したため、番犬用に発明した機械。ララに近づく者には見境なく噛み付いてくるが、ララの服をかじってしまうこともある。
まぐまぐジシャクくん
任意の人物を引き寄せることができるU字型磁石。
『TL』『ダークネス』で登場したピタピタくっつくんとは同型だが、別物である。
ぎゅんぎゅんサービスエースくん
ロケットノズルが付いたテニスラケット。
えいえいロケットくん
ピカリーをキラーラ星に送り返したロケット。
おせおせプッシュくん
駅員風の小人型の機械。消極的な人間に無理矢理積極的な行動をとらせられる。
ほるほるドリルくん
温泉の源泉を掘り当てるために発明した乗り物型の機械。地中をどこまでも掘り進める。ただし作中でマグマからは逃げていたことから、耐熱性には限界があって非常に高温の場所は掘り進めないものと考えられる。
ばりばりランチャーくん
デビルークに対して叛乱を企てたアコー星人達のリーダーを倒すためにデダイヤルから取り出した地上据付型のランチャー。装填弾薬が発射されないうちに爆発したので、実体弾かエネルギー弾かは不明のまま。

## 書誌情報

### 単行本
いずれも、漫画：矢吹健太朗・脚本：長谷見沙貴。集英社の〈ジャンプ・コミックス〉より発行された。
『TL』単行本の表紙は、女性キャラクターがメインとして大きく描かれ、その付近にリトが小さく描かれる構成となっている。ただし、第14巻の限定版の表紙だけはリトと美柑がペアでともに大きく描かれている。おまけとして、矢吹と長谷見の2人が各キャラクターの裏設定を説明するコーナーが収録されているほか、長谷見によるザスティンを主役とした小説が掲載された巻もある。
- 『To LOVEる -とらぶる-』 全18巻
  1. 「舞い降りた少女」 2006年11月7日第1刷発行（11月2日発売[集 1]）、ISBN 4-08-874278-8
  2. 「ドキドキ湯けむり旅情」2007年2月7日第1刷発行（2月2日発売[集 2]）、ISBN 978-4-08-874322-6
  3. 「突撃!秘密の花園」2007年4月9日第1刷発行（4月4日発売[集 3]）、ISBN 978-4-08-874345-5
  4. 「もっと知りたい」 2007年6月9日第1刷発行（6月4日発売[集 4]）、ISBN 978-4-08-874370-7
  5. 「金色の闇」2007年8月8日第1刷発行（8月3日発売[集 5]）、ISBN 978-4-08-874405-6
  6. 「もう一度ここから」 2007年10月9日第1刷発行（10月4日発売[集 6]）、ISBN 978-4-08-874428-5
  7. 「春菜の好きな人」2008年1月9日第1刷発行（1月4日発売[集 7]）、ISBN 978-4-08-874469-8
  8. 「ドキドキ♥サバイバル」2008年3月9日第1刷発行（3月4日発売[集 8]）、ISBN 978-4-08-874488-9
  9. 「気になる夜」 2008年5月7日第1刷発行（5月2日発売[集 9]）、ISBN 978-4-08-874514-5
  10. 「お風呂場戦争」 2008年8月9日第1刷発行（8月4日発売[集 10]）、ISBN 978-4-08-874543-5
  11. 「とらぶるクエスト」 2008年10月8日第1刷発行（10月3日発売[集 11]）、ISBN 978-4-08-874567-1
  12. 「乙女ちっくボーイ♥」 2009年1月10日第1刷発行（1月5日発売[集 12]）、ISBN 978-4-08-874618-0
  13. 「祭りの夜に」 2009年4月8日第1刷発行（4月3日発売[集 13]）、ISBN 978-4-08-874652-4
  14. 「恋友♥」 2009年6月9日第1刷発行（6月4日発売[集 14]）、ISBN 978-4-08-874676-0
  15. 「花びら姫」 2009年8月9日第1刷発行（8月4日発売[集 15]）、ISBN 978-4-08-874714-9
  16. 「男子とチョコと…私」 2009年11月9日第1刷発行（11月4日発売[集 16]）、ISBN 978-4-08-874736-1
  17. 「オンナノコノキモチ」 2010年2月9日第1刷発行（2月4日発売[集 17]）、ISBN 978-4-08-874765-1
  18. 「大スキ♥」 2010年4月7日第1刷発行（4月2日発売[集 18]）、ISBN 978-4-08-870022-9
- 『To LOVEる -とらぶる- ダークネス』 全18巻
  1. 2011年3月9日第1刷発行（3月4日発売[集 19]）、ISBN 978-4-08-870205-6
  2. 2011年7月9日第1刷発行（7月4日発売[集 20]）、ISBN 978-4-08-870264-3
  3. 2011年11月9日第1刷発行（11月4日発売[集 21]）、ISBN 978-4-08-870341-1
  4. 2012年3月7日第1刷発行（3月2日発売[集 22]）、ISBN 978-4-08-870394-7
  5. 2012年8月22日第1刷発行（8月17日発売[集 23]）、ISBN 978-4-08-870487-6
  6. 2012年12月24日第1刷発行（12月19日発売[集 24]）、ISBN 978-4-08-870559-0
  7. 2013年4月9日第1刷発行（4月4日発売[集 25]）、ISBN 978-4-08-870654-2
  8. 2013年8月24日第1刷発行（8月19日発売[集 26]）、ISBN 978-4-08-870790-7
  9. 2013年12月9日第1刷発行（12月4日発売[集 27]）、ISBN 978-4-08-870865-2
  10. 2014年4月9日第1刷発行（4月4日発売[集 28]）、ISBN 978-4-08-880051-6
  11. 2014年8月9日第1刷発行（8月4日発売[集 29]）、ISBN 978-4-08-880160-5
  12. 2014年12月9日第1刷発行（12月4日発売[集 30]）、ISBN 978-4-08-880231-2
  13. 2015年4月8日第1刷発行（4月3日発売[集 31]）、ISBN 978-4-08-880410-1
  14. 2015年9月9日第1刷発行（9月4日発売[集 32]）、ISBN 978-4-08-880469-9
  15. 2016年1月9日第1刷発行（1月4日発売[集 33]）、ISBN 978-4-08-880589-4
  16. 2016年7月9日第1刷発行（7月4日発売[集 34]）、ISBN 978-4-08-880729-4
  17. 2016年12月7日第1刷発行（12月2日発売[集 35]）、ISBN 978-4-08-880828-4
  18. 2017年4月9日第1刷発行（4月4日発売[集 36]）、ISBN 978-4-08-881053-9

### その他（書誌情報）
- 小説：ワカツキヒカル、原作：矢吹健太朗・長谷見沙貴『To LOVEる -とらぶる- 危ないガールズトーク』集英社〈JUMP j-BOOKS〉2009年8月8日第1刷発行（8月3日発売[集 37]）、ISBN 978-4-08-703208-6
- 『To LOVEる -とらぶる- 画集「らぶから!」』集英社、2010年1月9日第1刷発行（1月4日発売[集 38]）、ISBN 978-4-08-782263-2
- 『To LOVEる -とらぶる-&To LOVEる -とらぶる- ダークネス 公式データブック「ぱ～ふぇくとらぶる!」』2011年3月9日第1刷発行（3月4日発売[集 39]）、ISBN 978-4-08-874852-8
- 小説：ワカツキヒカル、原作：矢吹健太朗・長谷見沙貴『To LOVEる -とらぶる- ダークネス Little Sisters <りとしす>』集英社〈JUMP j-BOOKS〉2012年8月22日第1刷発行（8月17日発売[集 40]）、ISBN 978-4-08-703271-0
- 『To LOVEる -とらぶる- ダークネス画集「Venus（ヴィーナス）」』集英社、2012年10月9日第1刷発行（10月4日発売[集 41]）、ISBN 978-4-08-782465-0
- 『To LOVEる -とらぶる- ダークネス 楽園計画ガイドブック「とらぶまにあ」』2014年10月8日第1刷発行（10月3日発売[集 42]）、ISBN 978-4-08-880260-2
- 『To LOVEる -とらぶる- ダークネス 総選挙BOOK「とらぶるくいーんず」』2015年11月9日第1刷発行（11月4日発売[集 43]）、ISBN 978-4-08-880576-4
- 『To LOVEる -とらぶる- ダークネス画集「Harem Gold（ハーレムゴールド）」』集英社、2016年5月7日第1刷発行（5月2日発売[集 44]）、ISBN 978-4-08-782447-6

## ドラマCD
2007年42号で発売が発表され、2008年2月29日に発売された。ISBN 978-4-08-901161-4。
特典としてジャケットの絵をあしらったポストカードと、初回限定版には描き下ろしのミニクリアファイルが同封された。

## アニメ
To LOVEる -とらぶる-（TL）
テレビアニメ第1期『To LOVEる -とらぶる-』
2007年12月22日に「ジャンプフェスタ2007」イベント内にて正式発表された。2008年4月から同年9月まで、TBSほかにて放送。全26話。他のTBSアニメと同様に16:9でのHDサイズで制作されるが、地上波各局では4:3にサイドカットされており、BS放送局のBS-iではアプコン方式で放送された。
内容のほとんどは、原作に沿わないオリジナルストーリーになっており、原作の途中までの展開で描かれている。
OVA『To LOVEる -とらぶる- OVA』
コミックス限定版同梱のOVAシリーズ。当初は『TL』単行本13 - 15巻までの全3巻予定だったが、『TL』単行本16 - 18巻にも引き続き同梱された。OVA第2・4巻では原作の長谷見沙貴が脚本に参加している。テレビアニメ版第1期より露出の多い内容になっている。また、第1期よりも原作の再現が多い。
テレビアニメ第2期『もっとTo LOVEる -とらぶる-』
2010年10月から同年12月まで放送された。全12話。
時系列的には第1期の続編にあたるが、第1期の設定や経過（リトの春菜に対する呼称など）はほとんどリセットされており、スタッフも大幅に変更され、リブートに近い形でのアニメ化となった。第1期とは違って原作に準拠したストーリー形式で、1話内に3本立ての構成となっている。ただし、中には原作のエピソード複数を結合して放送されている話もあり、一部のエピソードは結末が原作と異なる。また、エピソードの順番は原作と大きく異なっており、原作の同エピソードではまだ登場していないキャラも登場している。
TBSが製作委員会に名を連ねているが、関東地方では独立UHF局のTOKYO MXとチバテレビのみの放送となった。こうしたTBS製作参加UHFアニメは、『夜明け前より瑠璃色な』以来4年ぶりの事例となる。AT-X以外の放送局では、お色気シーンを白光・暗闇・湯気などで部分的に隠す自主規制が施された。
ペケ役は、第1期・OVAで担当していた新井里美の出産による一時休養の時期に重なり、モモ役の豊崎愛生が兼任した。

To LOVEる -とらぶる- ダークネス
テレビアニメ第1期『To LOVEる -とらぶる- ダークネス』
2012年4月1日の「アニメ コンテンツ エキスポ2012」にて制作が発表された。同年10月より12月までTOKYO MX、サンテレビ、BS11他にて放送された。全12話。4年ぶりにBS放送局でも放送されるが、TL第1期でのBS-TBS（旧：BS-i）からBS11に変更となった。なおお色気シーンではこれまで同様白光、湯気などで自主規制が行われている（TL第2期と違い、AT-Xにおいても解禁はされていない）。
内容的には原作19話までと幾つかの番外編がOVAも含めて、ほぼ忠実に再現されている（中には幾つかの話が結合されていたり、順番が入れ替わっている話もある）。
本作ではシリーズ初のニコニコチャンネルによるインターネット配信が実施されている。
ペケ役は新井里美が復帰したが、御門涼子役は担当する城雅子の出産休養に伴い、櫻井浩美に変更されている。
放送に先駆け、コミックス第5巻限定版に短編と第0話を収録したDVDが同梱され、コミックス第6巻、第8巻、第9巻各限定版にもDVDが同梱された。
テレビアニメ第2期『To LOVEる -とらぶる- ダークネス 2nd』
2014年12月21日に製作が発表された。2015年7月から9月までに第12話までを放送した。1クールに収まらない第13・14話は同年10月にまとめて放送するため、全14話の構成になる。キャストとスタッフは第1期と同じ。公開前に伴い、テレビ放送過去タイトル3作の無料キャンペーンが各ネット配信サイトで実施された。
特別番外編
2017年11月2日発売『To LOVEる-とらぶる-シリーズ10周年アニバーサリーブック とらぶるくろにくる』同梱。「ジャンプSQ.」2017年5月号＆6月号の特別版をベース。

### スタッフ
|                               | To LOVEる -とらぶる-                | To LOVEる -とらぶる-                | To LOVEる -とらぶる-     | To LOVEる -とらぶる- ダークネス                                      | To LOVEる -とらぶる- ダークネス                                          |
| 第1期                         | OVA                                 | 第2期                               | 第1期                    | 第2期                                                                |                                                                          |
| ----------------------------- | ----------------------------------- | ----------------------------------- | ------------------------ | -------------------------------------------------------------------- | ------------------------------------------------------------------------ |
| 原作                          | 矢吹健太朗、長谷見沙貴              | 矢吹健太朗、長谷見沙貴              | 矢吹健太朗、長谷見沙貴   | 矢吹健太朗、長谷見沙貴                                               | 矢吹健太朗、長谷見沙貴                                                   |
| 監督                          | 加戸誉夫                            | 加戸誉夫                            | 大槻敦史                 | 大槻敦史                                                             | 大槻敦史                                                                 |
| シリーズ構成                  | 大和屋暁                            | 大和屋暁                            | 山田靖智                 | 大槻敦史                                                             | 大槻敦史                                                                 |
| キャラクターデザイン          | 岡勇一                              | 岡勇一                              | 岡勇一                   | 岡勇一                                                               | 岡勇一                                                                   |
| プロップデザイン              | -                                   | 松村拓哉                            | 沓澤洋子、鶴窪久子       | 小野和美                                                             | 原由知                                                                   |
| 美術監督                      | わたなべけいと                      | わたなべけいと                      | 海野よしみ               | 小木斉之 （TV、OVA1 - 4） 古賀徹（OVA5） 中島美佳（OVA6）            | 山口雅範 小倉宏昌（番外編）                                              |
| 美術設定                      | -                                   | -                                   | 長澤順子                 | 小木斉之                                                             | 小木斉之                                                                 |
| 色彩設定                      | 伴夏代                              | 伴夏代                              | 松岡珠江                 | 松岡珠江                                                             | 松岡珠江                                                                 |
| 撮影監督                      | 工藤友紀                            | 工藤友紀                            | 工藤友紀                 | 武原健二 （TV、OVA2） 宮崎達也 （OVA1・3 - 4） 田中浩介 （OVA5 - 6） | 伊藤創志 松井伸哉（番外編）                                              |
| 編集                          | 渡辺直樹                            | 渡辺直樹                            | 坂本久美子               | 坂本久美子 （TV、OVA1 - 4） 渡辺直樹 （OVA5-6）                      | 渡辺直樹                                                                 |
| 音響監督                      | 三間雅文                            | 三間雅文                            | 明田川仁                 | 明田川仁                                                             | 明田川仁                                                                 |
| 音楽                          | 渡辺剛                              | 渡辺剛                              | 渡辺剛                   | 渡辺剛                                                               | 渡辺剛                                                                   |
| プロデュース                  | -                                   | -                                   | 千野孝敏、村上仁之       | 千野孝敏、村上仁之                                                   | 千野孝敏、村上仁之                                                       |
| プロデュース                  | -                                   | -                                   | 川瀬浩平                 | 足立聡史、上田耕行                                                   | 足立聡史、上田耕行                                                       |
| プロデューサー                | 中山信宏、田中豪                    | 中山信宏、田中豪                    | 中山信宏、田中豪         | 中山信宏、田中豪                                                     | 中山信宏、田中豪                                                         |
| プロデューサー                | 大好誠、後藤政則 米桝博之、千野孝敏 | 大好誠、後藤政則 米桝博之、千野孝敏 | 草壁匠                   | 三條場一正、服部健太郎                                               | 三條場一正、服部健太郎                                                   |
| アニメーション プロデューサー | -                                   | -                                   | -                        | 草壁匠                                                               | 小山剛弘                                                                 |
| アニメーション制作            | XEBEC                               | XEBEC                               | XEBEC                    | XEBEC                                                                | XEBEC                                                                    |
| 製作                          | とらぶる製作委員会 TBS              | とらぶる製作委員会                  | もっととらぶる製作委員会 | とらぶるダークネス 製作委員会                                        | とらぶるダークネス 2nd製作委員会 とらぶるダークネス 製作委員会（番外編） |

### 主題歌
TL第1期
オープニングテーマ「forever we can make it!」
作詞 - thyme / 作曲・編曲 - 清水哲平 / 歌 - THYME
エンディングテーマ
「ラッキーチューン」（第1話 - 第13話、第26話）
作詞 - 伊藤正恵 / 作曲・編曲 - 佐々倉有吾 / 歌 - ANNA（from Bon-Bon Blanco）
「kissの行方」（第14話 - 第25話）
作詞 - 坂本麗衣 / 作曲・編曲 - 中野雄太 / 歌 - ANNA（from Bon-Bon Blanco）

TL OVA
オープニングテーマ「やってこい!ダイスキ♥」
作詞 - くまのきよみ / 作曲・編曲 - 渡辺剛 / 歌 - ララ&春菜（戸松遥&矢作紗友里）
エンディングテーマ
「あっぷる・ぱにっく!?」（1、2、4、5、6話）
作詞 - くまのきよみ / 作曲 - 白戸佑輔 / 編曲 - 大久保薫 / 歌 - ララ&春菜（戸松遥&矢作紗友里）
「ラッキーチューン」（3話）
作詞 - 伊藤正恵 / 作曲・編曲 - 佐々倉有吾 / 歌 - ANNA（from Bon-Bon Blanco）

TL第2期
オープニングテーマ「Loop-the-Loop」
作詞・歌 - KOTOKO / 作曲 - KOTOKO、中沢伴行 / 編曲 - 中沢伴行、尾崎武士
エンディングテーマ「Baby Baby Love」
作詞・作曲 - 鈴木健太朗 / 編曲 - 古川貴浩 / 歌 - 戸松遥
TV版第11話では未使用。

ダークネス第1期
オープニングテーマ「楽園PROJECT」（第1話 - 第10話、第12話）
作詞 - PA-NON / 作曲・編曲 - 高瀬一矢 / 歌 - Ray
第1話はBパートの後に流れた（実質エンディング扱い）。第11話はOPがないため未使用。
エンディングテーマ「ファールプレーにくらり」（第1話 - 第9話、第11話 - 第12話）
作詞・作曲・歌 - 分島花音 / 編曲 - 千葉"naotyu-"直樹
第10話はEDがないため未使用。

ダークネス第2期
オープニングテーマ「secret arms」
作詞・作曲 - 渡辺翔 / 編曲 - y0c1e / 歌 - Ray
エンディングテーマ「Gardens」
作詞・歌 - 川田まみ / 作曲・編曲 - 高瀬一矢

### 各話リスト

#### TL第1期『To LOVEる -とらぶる-』
| 話数 | サブタイトル                           | 脚本     | 絵コンテ     | 演出         | 作画監督                          | 総作画監督 |
| ---- | -------------------------------------- | -------- | ------------ | ------------ | --------------------------------- | ---------- |
| 1    | 舞い降りた少女                         | 大和屋暁 | 加戸誉夫     | 石川健朝     | 前田明寿                          | 岡勇一     |
| 2    | 婚約解消!?                             | 大和屋暁 | 西森章       | 黒田幸生     | 清水泰夫                          | 岡勇一     |
| 3    | 三角関係                               | 大和屋暁 | 榎本明広     | 榎本明広     | 本橋秀之                          | 岡勇一     |
| 4    | 宇宙のLOVEエプロン                     | 千葉克彦 | 長澤剛       | 長澤剛       | 岡勇一、堀たえ子 松村拓哉         | 岡勇一     |
| 5    | くいーんの挑戦状                       | 下山健人 | DOJAG-A-GEN  | 黒田幸生     | 清水泰夫                          | 岡勇一     |
| 6    | 宇宙人の刺客                           | 浦沢義雄 | 寺沢伸介     | 高橋秀弥     | 阿部達也                          | 岡勇一     |
| 7    | 男とはかくあるべし!                    | 大和屋暁 | 小坂春女     | 松本マサユキ | 佐野陽子、本橋秀之                | 岡勇一     |
| 8    | 清廉潔白風紀委員                       | 下山健人 | DOJAG-A-GEN  | 日下直義     | 清水泰夫                          | 岡勇一     |
| 9    | 光星より愛を込めて                     | 千葉克彦 | 榎本明広     | 榎本明広     | 前田明寿                          | 岡勇一     |
| 10   | 宇宙の女芸人……                         | 浦沢義雄 | 長澤剛       | 長澤剛       | 松村拓哉、渡辺るりこ              | 岡勇一     |
| 11   | 金色の闇                               | 千葉克彦 | DOJAG-A-GEN  | 黒田幸生     | 清水泰夫                          | 岡勇一     |
| 12   | 戦慄!体育祭                            | 下山健人 | アミノテツロ | 白石道太     | 川村幸祐                          | 岡勇一     |
| 13   | 宇宙一の男                             | 大和屋暁 | DOJAG-A-GEN  | 日下直義     | 清水泰夫                          | 岡勇一     |
| 14   | ふたりだけの秘密                       | 大和屋暁 | 石川健朝     | 石川健朝     | 石川健朝                          | 岡勇一     |
| 15   | 密林のプリンセス                       | 千葉克彦 | 西森章       | 黒田幸生     | 清水泰夫                          | 岡勇一     |
| 16   | ルンの突撃告白タイム                   | 下山健人 | 榎本明広     | 榎本明広     | 佐野英敏                          | 岡勇一     |
| 17   | 旧校舎の幽霊                           | 浦沢義雄 | 高橋秀弥     | 高橋秀弥     | 谷圭司、清水勝祐 神原大仁、渡部周 | 岡勇一     |
| 18   | 猿山がお土産                           | 浦沢義雄 | DOJAG-A-GEN  | 日下直義     | 清水泰夫                          | 岡勇一     |
| 19   | 地獄温泉女宇宙人七色ポロリ             | 千葉克彦 | 太田雅彦     | みくりや恭輔 | 佐藤道雄                          | 岡勇一     |
| 20   | 爆熱少女マジカルキョーコ炎（フレイム） | 浦沢義雄 | DOJAG-A-GEN  | 黒田幸生     | 清水泰夫                          | 岡勇一     |
| 21   | 結城亭血風録                           | 千葉克彦 | DOJAG-A-GEN  | 日下直義     | 清水泰夫                          | 岡勇一     |
| 22   | 戦慄!文化祭                            | 大和屋暁 | 西森章       | うえだしげる | 小山知洋、清水祐実                | 岡勇一     |
| 23   | 猿山の大奥物語                         | 浦沢義雄 | 榎本明広     | 榎本明広     | 前田明寿                          | 岡勇一     |
| 24   | はじらいながら                         | 千葉克彦 | DOJAG-A-GEN  | 黒田幸生     | 清水泰夫                          | 岡勇一     |
| 25   | 地球最後の夜                           | 大和屋暁 | DOJAG-A-GEN  | 日下直義     | 清水泰夫                          | 岡勇一     |
| 26   | ララ                                   | 大和屋暁 | 長澤剛       | 大槻敦史     | 柳沢まさひで                      | 岡勇一     |

#### TL OVA『To LOVEる -とらぶる- OVA』
| 巻数  | サブタイトル                             | 脚本       | 絵コンテ          | 演出            | 作画監督        | 総作画監督 | 発売日        |
| ----- | ---------------------------------------- | ---------- | ----------------- | --------------- | --------------- | ---------- | ------------- |
| 第1巻 | リト、女になる                           | 大和屋暁   | 加戸誉夫          | うえだしげる    | 竹谷今日子      | 岡勇一     | 2009年4月3日  |
| 第2巻 | リトと美柑                               | 長谷見沙貴 | 太田雅彦          | 太田雅彦        | 岡勇一          | 岡勇一     | 2009年6月4日  |
| 第3巻 | 南の島（リゾート）へようこそ!!           | 加戸誉夫   | 加戸誉夫          | 長澤剛          | 岡勇一          | 岡勇一     | 2009年8月4日  |
| 第4巻 | とらぶる☆くえすと                        | 長谷見沙貴 | 長澤剛            | 長澤剛          | 岡勇一          | 岡勇一     | 2009年11月4日 |
| 第5巻 | ナナとモモ                               | 大和屋暁   | 太田雅彦          | 長澤剛          | 岡勇一 石川健朝 | 岡勇一     | 2010年2月4日  |
| 第6巻 | すきま風♪ メタモルフォーゼ ハンド&テール | 大和屋暁   | 加戸誉夫 太田雅彦 | 加戸誉夫 長澤剛 | 岡勇一          | 岡勇一     | 2010年4月2日  |

#### TL第2期『もっとTo LOVEる -とらぶる-』
| 話数 | 話数             | サブタイトル              | 脚本       | 絵コンテ     | 演出         | 作画監督            | 総作画監督      |
| ---- | ---------------- | ------------------------- | ---------- | ------------ | ------------ | ------------------- | --------------- |
| #1   | もっとトラブル1  | もう一度ここから          | 山田靖智   | 大槻敦史     | 中村里美     | 鶴窪久子            | 岡勇一          |
| #1   | もっとトラブル2  | お風呂場戦争              | 山田靖智   | 大槻敦史     | 中村里美     | 沓澤洋子            | 岡勇一          |
| #1   | もっとトラブル3  | チクタク チクタク 恋の音♡ | 山田靖智   | 中村里美     | 中村里美     | 岡勇一              | 岡勇一          |
| #2   | もっとトラブル4  | 暗闇の中でうつるもの      | 玉井☆豪    | 樋口香里     | 高橋秀弥     | 竹森由加            | 岡勇一 高見明男 |
| #2   | もっとトラブル5  | ようこそ!結城家へ         | 玉井☆豪    | 樋口香里     | 高橋秀弥     | 鶴窪久子 岡勇一     | 岡勇一 高見明男 |
| #2   | もっとトラブル6  | お泊り会                  | 玉井☆豪    | 樋口香里     | 高橋秀弥     | 鶴窪久子 岡勇一     | 岡勇一 高見明男 |
| #3   | もっとトラブル7  | 特恋薬♡                   | 大久保智康 | 星野真       | 星野真       | 福永純一            | 岡勇一          |
| #3   | もっとトラブル8  | レンズ越しに見る君は…     | 大久保智康 | 星野真       | 星野真       | 児玉亮              | 岡勇一          |
| #3   | もっとトラブル9  | 愛しの君はシンデレラ♡     | 大久保智康 | 星野真       | 星野真       | 島田ひであき        | 岡勇一          |
| #4   | もっとトラブル10 | ヤミヤミファッション      | 木村暢     | うえだしげる | うえだしげる | 沓澤洋子            | 岡勇一          |
| #4   | もっとトラブル11 | ワンダフル・ラブ♡         | 木村暢     | うえだしげる | うえだしげる | 竹森由加            | 岡勇一          |
| #4   | もっとトラブル12 | ツインズ☆エスケイプ       | 木村暢     | うえだしげる | うえだしげる | 上野悟穫            | 岡勇一          |
| #5   | もっとトラブル13 | 恋愛クィーン!?            | 木村暢     | 森かい       | 柳瀬雄之     | 渡辺るりこ          | 岡勇一          |
| #5   | もっとトラブル14 | お遊戯しましょ♪           | 木村暢     | 森かい       | 柳瀬雄之     | 渡辺るりこ          | 岡勇一          |
| #5   | もっとトラブル15 | 甘い気持ちはチョコの味    | 木村暢     | 森かい       | 柳瀬雄之     | 渡辺るりこ          | 岡勇一          |
| #6   | もっとトラブル16 | ビーチ・ガールズ♡         | 玉井☆豪    | 中村里美     | 中村里美     | 田畑昭              | 岡勇一 高見明男 |
| #6   | もっとトラブル17 | 深夜の家庭教師            | 玉井☆豪    | 大槻敦史     | 中村里美     | 鎌田祐輔            | 岡勇一 高見明男 |
| #6   | もっとトラブル18 | 恋愛マスター♡             | 玉井☆豪    | 中村里美     | 中村里美     | 竹森由加            | 岡勇一 高見明男 |
| #7   | もっとトラブル19 | 闇の診療所                | 大久保智康 | 高橋秀弥     | 高橋秀弥     | 上野悟穫、鶴窪久子  | 岡勇一 高見明男 |
| #7   | もっとトラブル20 | 敵対心                    | 大久保智康 | 高橋秀弥     | 高橋秀弥     | 田畑昭              | 岡勇一 高見明男 |
| #7   | もっとトラブル21 | おかしな春菜ちゃん        | 大久保智康 | 高橋秀弥     | 高橋秀弥     | 山下敏成、浦野達也  | 岡勇一 高見明男 |
| #8   | もっとトラブル22 | 大きくなぁ～れ♪           | 山田靖智   | 後藤圭二     | 土屋康郎     | 尾崎綾子            | 岡勇一          |
| #8   | もっとトラブル23 | ワンダフルライフ          | 山田靖智   | 後藤圭二     | 土屋康郎     | 大河原晴男          | 岡勇一          |
| #8   | もっとトラブル24 | 気分はトランス            | 山田靖智   | 後藤圭二     | 土屋康郎     | 尾崎綾子            | 岡勇一          |
| #9   | もっとトラブル25 | 誰がためにベルは鳴る      | 木村暢     | 平尾みほ     | 平尾みほ     | 清水勝祐            | 岡勇一 高見明男 |
| #9   | もっとトラブル26 | 迷惑暴走?                 | 木村暢     | 平尾みほ     | 平尾みほ     | 渡辺るり子 小島智加 | 岡勇一 高見明男 |
| #9   | もっとトラブル27 | 恋心アイドル              | 木村暢     | 平尾みほ     | 平尾みほ     | 竹森由加            | 岡勇一 高見明男 |
| #10  | もっとトラブル28 | 花粉伝心                  | 玉井☆豪    | 星野真       | 星野真       | 芳賀亮              | 岡勇一 高見明男 |
| #10  | もっとトラブル29 | オンナノコノキモチ        | 玉井☆豪    | 星野真       | 星野真       | 中村勇介            | 岡勇一 高見明男 |
| #10  | もっとトラブル30 | ドキドキ☆メール           | 玉井☆豪    | 星野真       | 星野真       | 福永純一            | 岡勇一 高見明男 |
| #11  | もっとトラブル31 | 「妹」戦線異常アリ        | 大久保智康 | 中村里美     | 中村里美     | 尾崎綾子            | 岡勇一 高見明男 |
| #11  | もっとトラブル32 | 偽りの恋?                 | 大久保智康 | 中村里美     | 中村里美     | 大河原晴男          | 岡勇一 高見明男 |
| #11  | もっとトラブル33 | 恋愛予報                  | 大久保智康 | 中村里美     | 中村里美     | 浦野達也、竹森由加  | 岡勇一 高見明男 |
| #12  | もっとトラブル34 | 大スキ♥1                  | 山田靖智   | 森かい       | 黒田幸生     | 田畑昭              | 岡勇一 高見明男 |
| #12  | もっとトラブル35 | 大スキ♥2                  | 山田靖智   | 森かい       | 黒田幸生     | 竹森由加            | 岡勇一 高見明男 |
| #12  | もっとトラブル36 | 大スキ♥3                  | 山田靖智   | 森かい       | 黒田幸生     | 沓澤洋子、鶴窪久子  | 岡勇一 高見明男 |

#### ダークネス第1期『To LOVEる -とらぶる- ダークネス』
| 話数           | サブタイトル                            | 脚本       | 絵コンテ          | 演出       | 作画監督                                                                    | 総作画監督        |
| -------------- | --------------------------------------- | ---------- | ----------------- | ---------- | --------------------------------------------------------------------------- | ----------------- |
| OVA1 （第0話） | Prologue ～プロジェクト始動～           | 大槻敦史   | 大槻敦史          | 星野真     | 谷圭司、市野まりあ                                                          | 岡勇一            |
| OVA1 （第0話） | Pollen plan ～危険な妹情事～            | 大槻敦史   | 大槻敦史          | 星野真     | 小野和美                                                                    | 岡勇一            |
| OVA1 （第0話） | Body touch? ～ニャンダフルライフ～      | 大槻敦史   | 大槻敦史          | 星野真     | 西谷泰史、岡勇一                                                            | 岡勇一            |
| 第1話          | Continue ～コンティニュー～             | 石田健幸   | 大槻敦史          | 小林浩輔   | 小野和美、植田実 竹谷今日子、藤原奈津子                                     | 岡勇一            |
| 第2話          | Doubt and Dish ～疑惑と料理～           | 丸川直子   | 日野基鳴          | 日野基鳴   | 原田峰文、辻浩樹                                                            | 岡勇一            |
| 第3話          | Each speculation ～それぞれの思惑～     | 松村ゆかり | 星野真            | 星野真     | 服部憲知、野口孝行 谷圭二、斉藤弘樹                                         | 岡勇一            |
| 第4話          | True smile ～過去と友達と笑顔と～       | 松村ゆかり | 山本晃            | 竹下良平   | 梶浦紳一郎、山内則康                                                        | 岡勇一 小野和美   |
| 第5話          | A Man? Woman? ～変わり行くもの達～      | 松村ゆかり | 政木伸一          | 近藤一英   | 谷口元浩、飯飼一幸                                                          | 岡勇一 小野和美   |
| 第6話          | Metamorphose ～変わり行く時…～          | 丸川直子   | 山本晃            | 久保山英一 | 谷圭司、大河原晴男 相坂直紀、木下由美子 服部憲知                            | 岡勇一 小野和美   |
| 第7話          | Sisters ～幸せの発明品～                | 石田健幸   | 長澤剛            | 長澤剛     | 織田誠、古川信之                                                            | 岡勇一 小野和美   |
| 第8話          | Bad mood ～幸せの絆～                   | 松村ゆかり | 星野真            | 星野真     | 辻浩樹、原田峰文 都竹隆治、福島豊明                                         | 岡勇一 小野和美   |
| 第9話          | True self ～闇の中の素顔～              | 丸川直子   | 西森章            | 竹下良平   | 植田実、竹森由加 西谷泰史、藤原奈津子 竹谷今日子、小野和美 岡勇一           | 岡勇一 小野和美   |
| 第10話         | Past ～明日につながる記憶～             | 石田健幸   | 日野基鳴          | 日野基鳴   | 谷圭司、大河原晴男 相坂直紀、木下由美子 服部憲知、武本大介                  | 岡勇一 小野和美   |
| 第11話         | The right thing ～生き方って何?～       | 松村ゆかり | 山本晃            | 近藤一英   | 谷口元浩、辻浩樹 都竹隆治、福島豊明 重松しんいち                            | 岡勇一 小野和美   |
| 第12話         | Room ～乙女の想い～                     | 丸川直子   | 吉川博明          | 星野真     | 西谷泰史、竹谷今日子 藤原奈津子、滝山真哲 植田実、竹森由加 小野和美、岡勇一 | 岡勇一 小野和美   |
| OVA2           | Nostalgia ～あの時、あの場所で～        | 大槻敦史   | 吉川博明          | 孫承希     | 千葉充、竹森由加 西谷泰史、小野和美 竹谷今日子                              | 岡勇一 小野和美   |
| OVA2           | The changing heart ～素直な感情～       | 大槻敦史   | 吉川博明          | 孫承希     | 藤原奈津子、滝山真哲                                                        | 岡勇一 小野和美   |
| OVA2           | Flower ～芽生える感情?～                | 大槻敦史   | 吉川博明          | 孫承希     | 滝山真哲                                                                    | 岡勇一 小野和美   |
| OVA3           | Exchange ～オレと私～                   | 大槻敦史   | 吉川博明          | 星野真     | 谷口元浩、大河原晴男 岡勇一、竹谷今日子                                     | 岡勇一            |
| OVA3           | It feels ～耐える教師!～                | 大槻敦史   | 吉川博明          | 鈴木拓摩   | 田中誠輝                                                                    | 岡勇一            |
| OVA4           | 爆熱少女マジカルキョーコ炎              | 大槻敦史   | 吉川博明          | 孫承希     | 谷口元浩                                                                    | 岡勇一            |
| OVA4           | Infiltration～キョーコ! 参る?～         | 大槻敦史   | 吉川博明          | 孫承希     | 岡勇一、竹谷今日子 大河原晴男                                               | 岡勇一            |
| OVA4           | Adhesion～悪気はないけど～              | 大槻敦史   | 吉川博明          | 孫承希     | 坂倉健、竹森由加                                                            | 岡勇一            |
| OVA5           | Suddenly～想像と現実～                  | 大槻敦史   | 吉川博明          | 林宏樹     | 池田広明                                                                    | 藤原奈津子 岡勇一 |
| OVA5           | Mobile Phone～～～～ドキドキ☆ボイス～～ | 大槻敦史   | 吉川博明          | 林宏樹     | 奈須一裕                                                                    | 藤原奈津子 岡勇一 |
| OVA5           | Moonlight～～～月下の天使～             | 大槻敦史   | 吉川博明          | 林宏樹     | 飯飼一幸                                                                    | 藤原奈津子 岡勇一 |
| OVA6           | Photography～激写せよ！～               | 大槻敦史   | 上津康義 吉川博明 | 林宏樹     | 重松しんいち                                                                | 岡勇一            |
| OVA6           | Technique～乙女の扉～                   | 大槻敦史   | 上津康義 吉川博明 | 林宏樹     | 池田広明                                                                    | 岡勇一            |
| OVA6           | Holiday～お料理の☆はいくつ？～          | 大槻敦史   | 上津康義 吉川博明 | 林宏樹     | 梶浦紳一郎                                                                  | 岡勇一            |

#### ダークネス第2期『To LOVEる -とらぶる- ダークネス2nd』
| 話数   | サブタイトル                               | 脚本              | 絵コンテ | 演出              | 作画監督 | 総作画監督      |
| ------ | ------------------------------------------ | ----------------- | -------- | ----------------- | --- | --------------- |
| 第1話  | Unconsciously ～頭ふわふわ☆心どきどき～    | 大槻敦史          | 大槻敦史 | 駒屋健一郎        | 松川哲也、大河原晴男 寺尾洋之 | 岡勇一 松川哲也 |
| 第2話  | Uneasy ～心の迷い～                        | 大槻敦史          | 林宏樹   | 関田修            | 池田広明、重松しんいち 都竹隆治 | 岡勇一          |
| 第3話  | After a storm comes a calm ～ともだち～    | 大槻敦史          | 吉川博明 | 藤本義孝          | 眞部周一郎、仲村信樹 長野豊繁 | 岡勇一 山岡信一 |
| 第4話  | Summer festival ～祭りの始まり～           | 大槻敦史          | 中原れい | 北川正人          | 丸岡功治、成松義人 植竹康彦、安田祥子 大河原晴男、星野直也 岸本誠司                                                                          | 岡勇一          |
| 第5話  | New move ～似たものどうし?～               | 大槻敦史          | 吉川博明 | 飯村正之          | 水野辰哉 | 岡勇一          |
| 第6話  | Manservant ～争奪戦～                      | 大槻敦史          | 中原れい | 藤本義孝          | 小山和弘、津熊健徳 | 岡勇一          |
| 第7話  | Resistance ～わかっているけど～            | 大槻敦史          | 石踊宏   | 大槻敦史          | 木野下澄江、石原満 岸本誠司、加藤優 松村拓哉、寺尾洋之 松川哲也                                                                              | 岡勇一          |
| 第8話  | Danger ～危・剣～                          | 大槻敦史 石田健幸 | 林宏樹   | 渡部周            | 合田浩章 | -               |
| 第9話  | Kiss ～キスの先にあるもの～                | 大槻敦史          | 上坪亮樹 | 川崎ゆたか        | 水野辰哉 | 岡勇一          |
| 第10話 | True character ～正体バレた!?～            | 石田健幸          | 長澤剛   | 関田修 宇都宮正記 | 重松しんいち、池田広明 星野直也、大河原晴男                                                                                                  | 岡勇一          |
| 第11話 | The beginning of darkness ～その時～       | 丸川直子          | 吉川博明 | 阿部雅司          | 栗原学、佐藤敏明 服部憲知 | 岡勇一          |
| 第12話 | Prediction is impossible ～暴走する闇～    | 石田健幸          | 林宏樹   | 吉田隆彦          | 清水勝祐、齊藤香織 佐々木幸恵、鈴木彩子 重松しんいち、森悦史 糸井恵、吉田隆彦 中屋了、生田目康祐 赤間紗枝、小川エリ 芦谷耕平、Cha Myoung Jun | 岡勇一          |
| 第13話 | Power and power ～守るものと守られるもの～ | 丸川直子          | 上坪亮樹 | 上坪亮樹          | 山本彩、岸本誠司 加藤初重、加藤優 寺尾洋之                                                                                                   | 岡勇一          |
| 第14話 | Bright future ～ありがとう～               | 石田健幸 丸川直子 | 吉川博明 | 小谷野竜成        | 木野下澄江 | 岡勇一          |
| OVA7   | Ghost story ～怖いのはいかが?～            | 大槻敦史          | 吉川博明 | 川西泰二          | 尾崎正幸 | 岡勇一          |
| OVA7   | Clinic ～素直になれなくて～                | 大槻敦史          | 吉川博明 | 川西泰二          | 吉田雄一、寺尾憲治 | 岡勇一          |
| OVA8   | Mother ～美しすぎる天使～                  | 大槻敦史          | 吉川博明 | 長澤剛            | 緒方歩惟 | 堀たえ子        |
| OVA8   | Charm ～偉大なる母～                       | 大槻敦史          | 吉川博明 | 長澤剛            | 門智昭、前田義宏 吉田和香子 | 堀たえ子        |
| OVA9   | First accident? ～初めての……～             | 大槻敦史          | 吉川博明 | 安部元宏          | kwon yong sang jang sang mi、斎藤美香 | 清水陽一        |
| OVA9   | Worry ～一歩前に～                         | 大槻敦史          | 吉川博明 | 安部元宏          | 南伸一郎 | 清水陽一        |

#### OVA『To LOVEる -とらぶる-』（番外編）
| 話数  | サブタイトル                      | 脚本     | 絵コンテ | 演出     | 作画監督                                         | 総作画監督 |
| ----- | --------------------------------- | -------- | -------- | -------- | ------------------------------------------------ | ---------- |
| OVA10 | Multiplication ～前から後ろから～ | 大槻敦史 | 大槻敦史 | 大槻敦史 | 中重俊祐、沓澤洋子 加藤初重、竹谷今日子 松本昌代 | 清水陽一   |

### 放送局
| 放送地域                          | 放送局         | 放送期間                      | 放送日時                | 放送系列       | 備考                                                             |
| TL第1期                           | TL第1期        | TL第1期                       | TL第1期                 | TL第1期        | TL第1期                                                          |
| --------------------------------- | -------------- | ----------------------------- | ----------------------- | -------------- | ---------------------------------------------------------------- |
| 関東広域圏                        | TBSテレビ      | 2008年4月4日 - 9月26日        | 金曜 1:55 - 2:25        | TBS系列        |                                                                  |
| 近畿広域圏                        | 毎日放送       | 2008年4月20日 - 9月28日       | 日曜 2:55 - 3:25        | TBS系列        | 『アニメシャワー』第3部                                          |
| 中京広域圏                        | 中部日本放送   | 2008年4月24日 - 10月16日      | 木曜 2:50 - 3:20        | TBS系列        |                                                                  |
| 日本全域                          | BS-i           | 2008年4月25日 - 10月17日      | 金曜 1:00 - 1:30        | BS放送         | 16:9マスターで放送 表現規制入り                                  |
| 日本全域                          | AT-X           | 2009年4月6日 - 9月28日        | 月曜 11:00 - 11:30      | CS放送         | リピートあり                                                     |
| 日本全域                          | TBSチャンネル2 | 2014年3月22日 - 4月10日       | 火曜 - 土曜 1:00 - 2:00 | CS放送         |                                                                  |
| TL第2期                           |                |                               |                         |                |                                                                  |
| 東京都                            | TOKYO MX       | 2010年10月6日 - 12月22日      | 水曜 2:00 - 2:30        | 独立UHF局      |                                                                  |
| 兵庫県                            | サンテレビ     | 2010年10月6日 - 12月22日      | 水曜 2:10 - 2:40        | 独立UHF局      |                                                                  |
| 千葉県                            | チバテレビ     | 2010年10月7日 - 12月23日      | 木曜 1:30 - 2:00        | 独立UHF局      |                                                                  |
| 愛知県                            | テレビ愛知     | 2010年10月7日 - 12月23日      | 木曜 2:28 - 2:58        | テレビ東京系列 |                                                                  |
| 日本全域                          | AT-X           | 2010年10月12日 - 12月28日     | 火曜 11:30 - 12:00      | CS放送         | リピートあり                                                     |
| ダークネス第1期                   |                |                               |                         |                |                                                                  |
| 東京都                            | TOKYO MX       | 2012年10月6日 - 12月29日      | 土曜 1:00 - 1:30        | 独立局         |                                                                  |
| 日本全域                          | BS11           | 2012年10月8日 - 12月31日      | 月曜 0:30 - 1:00        | BS放送         | 『ANIME+』枠                                                     |
| 兵庫県                            | サンテレビ     | 2012年10月9日 - 2013年1月8日  | 火曜 0:35 - 1:05        | 独立局         |                                                                  |
| 日本全域                          | AT-X           | 2012年10月9日 - 2013年1月1日  | 火曜 23:00 - 23:30      | CS放送         | リピートあり                                                     |
| 韓国全域                          | ANIPLUS        | 2012年10月11日 - 2013年1月3日 | 木曜 0:00 - 0:30        | CS放送         | リピート放送あり 韓国語字幕あり ネット配信でもCS放送と同時ネット |
| ダークネス第2期（第1話 - 第12話） |                |                               |                         |                |                                                                  |
| 日本全域                          | BS11           | 2015年7月7日 - 9月29日        | 火曜 0:00 - 0:30        | BS放送         | 『ANIME+』枠                                                     |
| 東京都                            | TOKYO MX       | 2015年7月7日 - 9月29日        | 火曜 0:30 - 1:00        | 独立局         |                                                                  |
| 兵庫県                            | サンテレビ     | 2015年7月7日 - 9月29日        | 火曜 1:00 - 1:30        | 独立局         |                                                                  |
| 日本全域                          | AT-X           | 2015年7月14日 - 10月6日       | 火曜 0:00 - 0:30        | CS放送         | リピートあり                                                     |
| ダークネス第2期（第13話・第14話） |                |                               |                         |                |                                                                  |
| 日本全域                          | BS11           | 2015年10月29日                | 木曜 2:30 - 3:30        | BS放送         | 『ANIME+』枠                                                     |
| 東京都                            | TOKYO MX       | 2015年10月29日                | 木曜 3:40 - 4:40        | 独立局         |                                                                  |
| 兵庫県                            | サンテレビ     | 2015年10月30日                | 金曜 2:35 - 3:35        | 独立局         |                                                                  |
| 日本全域                          | AT-X           | 2015年11月8日                 | 日曜 16:00 - 17:00      | CS放送         | リピートあり                                                     |

ネット配信
| 配信サイト         | 配信期間                                                                  | 配信時間                                                            | 備考                                                        |
| ダークネス第1期    | ダークネス第1期                                                           | ダークネス第1期                                                     | ダークネス第1期                                             |
| ------------------ | ------------------------------------------------------------------------- | ------------------------------------------------------------------- | ----------------------------------------------------------- |
| ANIPLUS            | 2012年10月11日 - 2013年1月3日                                             | 木曜 0:00 - 0:30                                                    | 韓国のみ リピート放送あり 韓国語字幕あり CS放送と同時ネット |
| ニコニコチャンネル | 2012年10月17日 - 2013年1月9日                                             | 水曜 15:00 更新                                                     | 日本のみ 第1話のみ無料 第2話以降は有料配信                  |
| ダークネス第2期    |                                                                           |                                                                     |                                                             |
| ニコニコチャンネル | 2015年7月8日 - 9月30日（第1話 - 第12話） 2015年10月30日（第13話・第14話） | 水曜 12:00 更新（第1話 - 第12話） 金曜 12:00 更新（第13話・第14話） | 第1話無料、第2話以降2日間無料                               |
| バンダイチャンネル | 2015年7月8日 - 9月30日（第1話 - 第12話） 2015年10月30日（第13話・第14話） | 水曜 12:00 更新（第1話 - 第12話） 金曜 12:00 更新（第13話・第14話） | 第1話無料、第2話以降2日間無料                               |
| GYAO!              | 2015年7月8日 - 9月30日（第1話 - 第12話） 2015年10月30日（第13話・第14話） | 水曜 12:00 更新（第1話 - 第12話） 金曜 12:00 更新（第13話・第14話） | 第1話無料、第2話以降2日間無料                               |
| ニコニコ生放送     | 2015年7月8日 - 9月30日（第1話 - 第12話）                                  | 水曜 23:30 - 木曜 0:00                                              |                                                             |

| TBS 金曜1:55 - 2:25枠 | TBS 金曜1:55 - 2:25枠 | TBS 金曜1:55 - 2:25枠                                             |
| 前番組                | 番組名                | 次番組                                                            |
| --------------------- | --------------------- | ----------------------------------------------------------------- |
| CLANNAD               | To LOVEる -とらぶる-  | 夜桜四重奏 （1:25 - 1:55）CLANNAD ～AFTER STORY～ （1:59 - 2:29） |

### 関連商品

#### BD / DVD
| 巻数                                          | 発売日         | 収録内容                          | 規格品番       | 規格品番      |
| 巻数                                          | 発売日         | 収録内容                          | Blu-ray        | DVD           |
| --------------------------------------------- | -------------- | --------------------------------- | -------------- | ------------- |
| To LOVEる -とらぶる- ドキ×2エディション Vol.1 | 2008年7月25日  | 第1話 - 第2話                     |                | AVBA-26850    |
| To LOVEる -とらぶる- ドキ×2エディション Vol.2 | 2008年8月22日  | 第3話 - 第5話                     | AVBA-26851     |               |
| To LOVEる -とらぶる- ドキ×2エディション Vol.3 | 2008年9月26日  | 第6話 - 第8話                     | AVBA-26852     |               |
| To LOVEる -とらぶる- ドキ×2エディション Vol.4 | 2008年10月24日 | 第9話 - 第11話                    | AVBA-26853     |               |
| To LOVEる -とらぶる- ドキ×2エディション Vol.5 | 2008年11月28日 | 第12話 - 第14話                   | AVBA-26854     |               |
| To LOVEる -とらぶる- ドキ×2エディション Vol.6 | 2008年12月26日 | 第15話 - 第17話                   | AVBA-26855     |               |
| To LOVEる -とらぶる- ドキ×2エディション Vol.7 | 2009年1月23日  | 第18話 - 第20話                   | AVBA-26856     |               |
| To LOVEる -とらぶる- ドキ×2エディション Vol.8 | 2009年2月27日  | 第21話 - 第23話                   | AVBA-26857     |               |
| To LOVEる -とらぶる- ドキ×2エディション Vol.9 | 2009年3月27日  | 第24話 - 第26話                   | AVBA-26858     |               |
| To LOVEる -とらぶる- Blu-ray BOX              | 2012年11月21日 | 全26話、OVA全6話                  | AVXA-49924～8  |               |
| To LOVEる -とらぶる- DVD-SET 1                | 2012年11月21日 | 第1話 - 第14話、OVA第1話 - 第3話  |                | AVBA-49913～8 |
| To LOVEる -とらぶる- DVD-SET 2                | 2012年11月21日 | 第15話 - 第26話、OVA第4話 - 第6話 | AVBA-49919～23 |               |

| 巻数                                    | 発売日         | 収録内容        | 規格品番  | 規格品番  |
| 巻数                                    | 発売日         | 収録内容        | Blu-ray   | DVD       |
| --------------------------------------- | -------------- | --------------- | --------- | --------- |
| もっとTo LOVEる -とらぶる- 第1巻        | 2010年11月24日 | 第1話 - 第2話   | GNXA-1331 | GNBA-1801 |
| もっとTo LOVEる -とらぶる- 第2巻        | 2010年12月22日 | 第3話 - 第4話   | GNXA-1332 | GNBA-1802 |
| もっとTo LOVEる -とらぶる- 第3巻        | 2011年1月26日  | 第5話 - 第6話   | GNXA-1333 | GNBA-1803 |
| もっとTo LOVEる -とらぶる- 第4巻        | 2011年2月23日  | 第7話 - 第8話   | GNXA-1334 | GNBA-1804 |
| もっとTo LOVEる -とらぶる- 第5巻        | 2011年4月6日   | 第9話 - 第10話  | GNXA-1335 | GNBA-1805 |
| もっとTo LOVEる -とらぶる- 第6巻        | 2011年5月25日  | 第11話 - 第12話 | GNXA-1336 | GNBA-1806 |
| もっと To LOVEる -とらぶる- Blu-ray BOX | 2012年11月28日 | 全12話          | GNXA-1337 |           |
| もっと To LOVEる -とらぶる- DVD-BOX     | 2012年11月28日 | 全12話          |           | GNBA-5170 |

| 巻数                                        | 発売日         | 収録内容        | 規格品番                                | 規格品番  |
| 巻数                                        | 発売日         | 収録内容        | Blu-ray                                 | DVD       |
| ------------------------------------------- | -------------- | --------------- | --------------------------------------- | --------- |
| To LOVEる -とらぶる- ダークネス 第1巻       | 2012年12月21日 | 第1話 - 第2話   | GNXA-7181                               | GNBA-7951 |
| To LOVEる -とらぶる- ダークネス 第2巻       | 2013年1月30日  | 第3話 - 第4話   | GNXA-7182                               | GNBA-7952 |
| To LOVEる -とらぶる- ダークネス 第3巻       | 2013年2月27日  | 第5話 - 第6話   | GNXA-7183                               | GNBA-7953 |
| To LOVEる -とらぶる- ダークネス 第4巻       | 2013年3月27日  | 第7話 - 第8話   | GNXA-7184                               | GNBA-7954 |
| To LOVEる -とらぶる- ダークネス 第5巻       | 2013年4月24日  | 第9話 - 第10話  | GNXA-7185                               | GNBA-7955 |
| To LOVEる -とらぶる- ダークネス 第6巻       | 2013年5月29日  | 第11話 - 第12話 | GNXA-7186                               | GNBA-7956 |
| To LOVEる -とらぶる- ダークネス Blu-ray BOX | 2014年12月26日 | 全12話          | GNXA-7187（初回版） GNXA-7197（通常版） |           |

| 巻数                                            | 発売日         | 収録内容        | 規格品番                                | 規格品番  |
| 巻数                                            | 発売日         | 収録内容        | Blu-ray                                 | DVD       |
| ----------------------------------------------- | -------------- | --------------- | --------------------------------------- | --------- |
| To LOVEる -とらぶる- ダークネス 2nd 第1巻       | 2015年9月26日  | 第1話 - 第2話   | GNXA-7341                               | GNBA-8101 |
| To LOVEる -とらぶる- ダークネス 2nd 第2巻       | 2015年10月30日 | 第3話 - 第4話   | GNXA-7342                               | GNBA-8102 |
| To LOVEる -とらぶる- ダークネス 2nd 第3巻       | 2015年11月27日 | 第5話 - 第6話   | GNXA-7343                               | GNBA-8103 |
| To LOVEる -とらぶる- ダークネス 2nd 第4巻       | 2015年12月9日  | 第7話 - 第8話   | GNXA-7344                               | GNBA-8104 |
| To LOVEる -とらぶる- ダークネス 2nd 第5巻       | 2015年12月23日 | 第9話 - 第10話  | GNXA-7345                               | GNBA-8105 |
| To LOVEる -とらぶる- ダークネス 2nd 第6巻       | 2016年1月29日  | 第11話 - 第12話 | GNXA-7346                               | GNBA-8106 |
| To LOVEる -とらぶる- ダークネス 2nd 第7巻       | 2016年2月26日  | 第13話 - 第14話 | GNXA-7347                               | GNBA-8107 |
| To LOVEる -とらぶる- ダークネス 2nd Blu-ray BOX | 2017年9月28日  | 全14話          | GNXA-7348（初回版） GNXA-7358（通常版） |           |

#### 音楽CD
- To LOVEる -とらぶる- Variety CD その1
- To LOVEる -とらぶる- Variety CD その2
- To LOVEる -とらぶる- Variety CD その3
- To LOVEる -とらぶる- Variety CD その4
- To LOVEる -とらぶる- Variety CD その5
- To LOVEる -とらぶる- O.S.T.1
- To LOVEる -とらぶる- O.S.T.2
- To LOVEる -とらぶる- キャラクターソング集
- To LOVEる -とらぶる- OVAシリーズ
- もっとTo LOVEる -とらぶる - キャラクターCD1 ララ&春菜
- もっとTo LOVEる -とらぶる - キャラクターCD2 美柑&闇
- もっとTo LOVEる -とらぶる- キャラクターCD3 ナナ&モモ
- もっとTo LOVEる -とらぶる- キャラクターCD4 唯&お静
- もっとTo LOVEる -とらぶる- Music CD1
- もっとTo LOVEる -とらぶる- Music CD2
- To LOVEる -とらぶる- ダークネス キャラクターシングル／金色の闇 starring 福圓美里
- To LOVEる -とらぶる- ダークネス キャラクターシングル／モモ・ベリア・デビルーク starring 豊崎愛生
- To LOVEる -とらぶる- ダークネス キャラクターシングル／ララ・サタリン・デビルーク starring 戸松遥
- To LOVEる -とらぶる- ダークネス キャラクターシングル／ナナ・アスタ・デビルーク starring 伊藤かな恵
- To LOVEる -とらぶる- ダークネス キャラクターアルバム
- To LOVEる -とらぶる- ダークネス2nd キャラクターソングCD　マルサンカクカゾク
- To LOVEる -とらぶる- ダークネス2nd キャラクターソングCD　恋のため息
- To LOVEる -とらぶる- ダークネス2nd キャラクターソングCD　ヘーキじゃないかも
- To LOVEる -とらぶる- ダークネス2nd キャラクターソングCD　キミとスクール☆デイズ

#### 書籍
- 『To LOVEる -とらぶる-キャラクターズファイル VOL.1 ララ・サタリン・デビルーク』2008年8月4日発売、ISBN 978-4-08-782181-9
- 『To LOVEる -とらぶる-キャラクターズファイル VOL.2 西連寺春菜』2008年8月4日発売、ISBN 978-4-08-782182-6
- 『To LOVEる -とらぶる-キャラクターズファイル VOL.3 彩南高校GIRLS』2008年9月4日発売、ISBN 978-4-08-782183-3
- 『To LOVEる -とらぶる-キャラクターズファイル VOL.4 ヤミ&美柑 with To LOVEるGIRLS』2008年10月3日発売、ISBN 978-4-08-908093-1
- 『To LOVEる -とらぶる-アニメイラスト集 「Cuties!」』2008年11月7日発売、ISBN 978-4-08-782189-5
- 『To LOVEる -とらぶる-アニメイラスト集 「らぶはに!」』2011年4月5日発売、ISBN 978-4-08-782378-3
- 『To LOVEる -とらぶる- ダークネス アニメイラスト集 「JUICY」』2013年8月19日発売、ISBN 978-4-8342-8427-0

## ゲーム
To LOVEる -とらぶる- ワクワク! 林間学校編
2008年8月28日にマーベラスエンターテイメントより発売。
ニンテンドーDS用ソフト。ジャンルは「2Dデジコミック+3Dタッチアクション」。
To LOVEる -とらぶる- ドキドキ! 臨海学校編
2008年10月2日にマーベラスエンターテイメントより発売。
PlayStation Portable用ソフト。ジャンルは「2Dアドベンチャー」。
To LOVEる -とらぶる- ダークネス -Idol Revolution-
2014年3月19日よりMobageで配信されているソーシャルゲーム。その後、2014年11月4日よりAmebaゲーム、2015年5月13日よりDMM.com にて配信が開始されている。
To LOVEる -とらぶる- ダークネス バトルエクスタシー
2014年5月22日にフリューより発売。
PlayStation Vita用ソフト。ジャンルは「超快楽ハーレムアクション」。
To LOVEる -とらぶる- ダークネス トゥループリンセス
2015年11月5日にフリューより発売。
PlayStation Vita用ソフト。ジャンルは「恋愛シミュレーション」
To LOVEる -とらぶる- ダークネス グラビアチャンス
2017年3月16日にフリューより配信。
スマートフォン用アプリ。

## パチンコ・パチスロ
- パチンコ：『P ToLOVEるダークネス』（2024年6月、平和）[16]
- パチスロ：『L ToLOVEるダークネス』（2024年6月、オリンピア）[17]

## 備考
『TL』第27話でリトが誕生日を迎え、第49話で登場人物が進級したが、第107話では作中の季節が秋から夏に戻るという展開がなされた。作中でもリトが「この前まで秋だったような」と気にしていたが、ララから「細かい事は気にしない」と言われている。
金色の闇や霧崎恭子など、矢吹の前作『BLACK CAT』の登場人物をモデルにした人物が作中に登場している（スターシステム）。一方で、『TL』終了後に矢吹が連載した漫画『迷い猫オーバーラン!』には本作品のキャラクターがゲスト出演しており、また漫画版『迷い猫オーバーラン!』第4話では主人公の都築巧が「ちょっとしたTo Loveる」と発言する場面がある。
『週刊少年ジャンプ』連載の他作品とコラボレーションしたこともあり、『赤マルジャンプ』2007 SPRINGの表紙では、ララと『銀魂』の神楽が互いの衣装を交換した。また、週刊少年ジャンプ2010年05・06号では『いぬまるだしっ』とのコラボ企画「To Loveるだしっ」が掲載された。この企画では、ララの発明品「とらぶるトラベラー」の力でリトとララが『いぬまるだしっ』の世界に出現している。また、鳩胸つるんは担当編集者から、短いページ数のギャグ漫画で目立つために「『To LOVEる -とらぶる-』より裸の漫画を描こう」と提案を受け、『剥き出しの白鳥』の連載に繋がった。
メディアミックスを受けてグッズが多数制作・発売されているが、アニメ化が発表される前の2007年の夏に開催された「ワンダーフェスティバル2007夏」で1/8スケールのララのフィギュアが展示されたことがある。このフィギュアは同年12月21日よりジャンプショップなどで発売された。
2016年5月25日には作品の10周年を記念し、コミックとらのあなにてモモの実物大フィギュアが10体限定の受注生産で販売された

## 派生物
『ファンタシースターポータブル2』では、矢吹健太朗が『To LOVEる』の作者っぽいコスチュームとして、女性キャラクター用の「マジカルプリンセス」と「えこえこステッキくん」をデザインした。矢吹によれば、このコスチュームは「小悪魔 + 踊り子」というイメージで描いたという。なお、このコスチュームの下着は『To LOVEる』の第11巻で、マジカルキョーコが身に付けている物と同じデザインである。

## TRANS BOY
『TRANS BOY』（トランスボーイ）は、矢吹健太朗が『週刊少年ジャンプ』2004年37・38合併号に掲載した読切で、『TL』のプロトタイプとなった作品。公式データブック『ぱ～ふぇくとらぶる!』に収録されている。
「主人公である平凡な男子高校生と宇宙の天才少女が出会う」という導入部は『TL』と同じだが、ヒロイン「北条ララ」の性格などに多少の差異がある。内容は『TL』よりもバトル漫画に近く、ラブコメディの『TL』とは作風が異なるが、『TL』も当初は「リトと他の婚約者候補の戦いを描く」というバトル漫画になる予定であったことが後に語られている。
制作期間が2週間と短く、矢吹にとって若干不本意な作品となったが、ヒロインの北条ララだけは「描いてて楽しかった」ことから、後の『TL』へと繋がった。